# Mitsubishi Aircraft Corporation

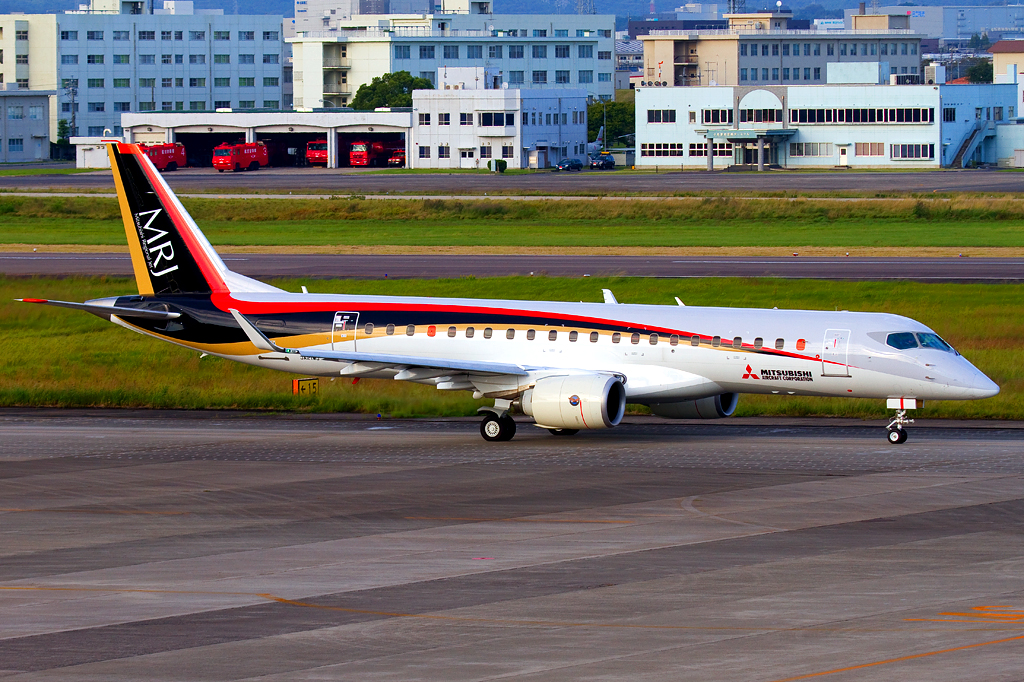
Il primo prototipo del Mitsubishi Regional Jet a Komaki nel 2015.

La Mitsubishi Aircraft Corporation (in giapponese 三菱航空機株式会社?) è stata una società giapponese dedicata allo sviluppo, alla produzione, alla vendita e al supporto dell'aeromobile di linea regionale Mitsubishi Regional Jet. La produzione dell'aeromobile è stata affidata alla casa madre Mitsubishi Heavy Industries.
La Mitsubishi Aircraft Corporation venne istituita il 1º aprile del 2008. La Mitsubishi Heavy Industries controlla la società con un valore azionario del 64%. La Toyota e la Mitsubishi possiedono ciascuna il 10% delle azioni. Altri azionisti sono la Sumitomo Corporation e la Mitsui & Co.
La Mitsubishi Aircraft Corporation ha sede all' Aeroporto di Nagoya in Komaki, nella Prefettura di Aichi, adiacente agli impianti di produzione del Mitsubishi MRJ. Ha filiali a Nagoya e a Tokyo e altre due filiali all'estero, rispettivamente ad Amsterdam e a Piano, Texas.
L'amministratore delegato Teruaki Kawai ha precisato che la società non produrrà aeromobili più grandi del Mitsubishi MRJ in quanto la Mitsubishi Heavy Industries è già un importante fornitore per conto della Boeing (comprese le ali per il Boeing 787) ed in quanto l'azienda non è in grado di competere con i più grandi produttori di aeromobili Airbus e Boeing.

## Prodotti
- Mitsubishi SpaceJet